# Nghị viện Campuchia
Nghị viện Campuchia là cơ quan lập pháp lưỡng viện của Campuchia, gồm Quốc hội và Thượng viện. Quốc hội gồm 125 thành viên được bầu theo hệ thống đại diện tỷ lệ với nhiệm kỳ năm năm. Thượng viện gồm 62 thượng nghị sĩ. 